# Agnieszka Komorowska
Agnieszka Komorowska ist eine deutsche Romanistin. Sie ist Professorin und Leiterin des Fachgebiets Literaturwissenschaft Französisch an der Universität Kassel.

## Leben
Von 2000 bis 2007 studierte Komorowska allgemeine und vergleichende Literaturwissenschaft und Anglistik an der Universität Duisburg-Essen und der Lettres modernes an der Université Jean Moulin Lyon 3. Von 2008 bis 2012 war sie wissenschaftliche Mitarbeiterin am Lehrstuhl von Rudolf Behrens im Romanischen Seminar der Ruhr-Universität Bochum. Dort promovierte sie 2014 mit einer Arbeit über Strategien literarischer Subjektkonstitution bei Duras, Goldschmidt und Ernaux. Dann war sie von 2012 bis 2021 wissenschaftliche Mitarbeiterin am Romanischen Seminar der Universität Mannheim bei Claudia Gronemann. 
Komorowska habilitierte sich mit einer Schrift zu Transformationen des Freundschaftsdiskurses im spanischen Theater des 17. Jahrhunderts und erhielt 2021 die Venia Legendi in Romanischer Literatur- und Medienwissenschaft. Anschließend übernahm sie eine Vertretungsprofessur für Spanische und Hispanoamerikanische Literaturen an der Universität Duisburg-Essen. Zum Sommersemester 2023 wurde sie als Universitätsprofessorin für Romanische Literaturwissenschaft, Schwerpunkt Französisch, an die Universität Kassel berufen. Dort ist sie zudem Geschäftsführende Direktorin des Instituts für Romanistik.
Ihre Forschungsschwerpunkte sind ökonomische Diskurse in Literatur, Film und Graphic Novel, insbesondere Formen ökonomischen Scheiterns und Krisendarstellungen (16. bis 21. Jahrhundert, Frankreich, Spanien, Lateinamerika), Poetiken des Hauses im Kontext von Wirtschafts- und Klimakrisen (Frankreich, Karibik, Spanien, Lateinamerika), literarische Freundschaftsdiskurse, Literatur- und medienwissenschaftliche Emotionsforschung, insbesondere Modellierungen von Subjektivität über das Gefühl der Scham, zeitgenössische französische Literatur im Kontext des retour du réel, zeitgenössische frankophone Literatur und Film, insbesondere Darstellung von Psychiatrie im algerischen Film sowie Diskurse zu Mental Health im Kontext einer poétique du care, Theater des Siglo de Oro, Cultura visual in der lateinamerikanischen Literatur und spanische Aufklärung, insbesondere Freundschaft und ökonomische Diskurse.